# 서울녹천초등학교
서울녹천초등학교는 대한민국 서울특별시 노원구 월계동에 있는 공립 초등학교이다.

## 학교 연혁
- 1995년 10월 4일 서울녹천초등학교 개교
- 1995년 12월 11일 급식실 개관
- 1995년 1월 27일 학구 조정으로 삼호아파트 24~ 39동 편입
- 2005년 6월 10일 녹천장미축제 한마당
- 2005년 10월 14일 교내방송실 및 도서실 리모델링 공사 완공
- 2005년 11월 2일 녹천 한마당 축제(학예회 및 작품전시회)
- 2006년 9월 19일 다목적 강당 준공
- 2007년 9월 1일 과학실 현대화 및 리모델링
- 2007년 10월 1일 식당 개관(268석)
- 2008년 6월 1일 냉난방시설 완비
- 2009년 12월 23일 화장실 개선공사(14개소)
- 2019년 2월 15일 제24회 졸업식(55명, 누계 2394명)
- 2019년 9월 1일 서금화 교장 취임
- 2020년 2월 12일 제25회 졸업식(61명, 누계 2455명)
- 2020년 2월 29일 내진 보강 공사 완료
- 2025년 10월 4일 개교 30주년

## 학교 상징
- 교화 - 장미
  - 교화인 '장미'의 꽃말은 사랑임.
  - 초여름의 햇살을 받고 탐스럽고 열정적으로 피어나는 장미꽃은 우리에게 따뜻한 마음과 열정, 희망과 사랑을 나타냄.
  - 봉사하고 희생하는 정신으로 살아 가라고 일깨워 줌.
- 교목 - 주목
  - 교목인 '주목'은 사시사철 늘 푸른 학생을 상징함.
  - 강한 자생력은 녹천학생의 강인하고 씩씩함을 나타냄.
  - 위로 곧게 자라는 특성은 녹천학생의 희망과 꿈을 나타냄.

## 참고 자료
- 서울녹천초등학교 - 한국교육학술정보원 학교알리미